# Petard (Schiff, 1942)
HMS Petard (G56/D56/F26) war ein britischer Zerstörer aus dem Zweiten Weltkrieg. Er war das einzige alliierte Kriegsschiff, das Unterseeboote aller drei Achsenmächte versenkte. Der größte Erfolg war jedoch die Erbeutung deutscher Unterlagen, die es den Briten ermöglichten, bis zum Ende des Krieges den Funkverkehr der deutschen U-Boote mitzulesen.
Das im Mittelmeer und Indischen Ozean intensiv genutzte Schiff war einer der drei Zerstörer der „P“-Klasse, die den Krieg überstanden. Obwohl in den 1950er-Jahren modernisiert, wurde es kaum genutzt und doch erst 1967 abgebrochen.

## Geschichte des Schiffes
Die zweite Petard war einer von acht Zerstörern der „P“-Klasse, welche die Royal Navy kurz nach dem Beginn des Zweiten Weltkriegs in Auftrag gegeben hatte. Namensvorgänger war ein Zerstörer der M-Klasse, den die Royal Navy von 1916 bis 1921 einsetzte und der an der Skagerrakschlacht teilgenommen hatte.

### Indienststellung und erste Einsätze
Ursprünglich sollte der Zerstörer den Namen Persistent erhalten, lief dann aber am 27. März 1941 als Petard und zweites vom Walker Yard der Firma Vickers-Armstrong gebautes Boot dieser Klasse vom Stapel, die drei Boote der „2nd emergency flotilla“ im Dezember 1939 begonnen hatte. Am 15. Juni 1942 wurde sie als 10. Boot der Klasse und vorletzter „P“-Zerstörer in Dienst gestellt. Der erste Kommandant der Petard war Lieutenant Commander S. H. Beattie, der später berühmt wurde, als er mit dem ehemals amerikanischen Zerstörer HMS Campbeltown die Schleusentore des Docks von St. Nazaire rammte. Er wurde jedoch bald von Lieutenant Commander Mark Thornton abgelöst.
Das Schiff mit seiner unerprobten Besatzung wurde dem Geleitzug WS 21 über das Kap der Guten Hoffnung in den Mittleren Osten als Sicherung zugeteilt. Am 22. September 1942 wurde die Petard der „12th destroyer flotilla“ in Port Said unterstellt und zwei Tage später erfolgte der erste Kampfeinsatz ihrer Geschütze gegen drei angreifende Junkers Ju 88.

### Die Erbeutung der Enigma-Schlüsselunterlagen
Am Morgen des 30. Oktober 1942 war sie zusammen mit vier weiteren Zerstörern (HMS Pakenham, Hero, Dulverton, Hurworth) im östlichen Mittelmeer unterwegs, als von einem Flugzeug ein U-Boot gesichtet wurde. Die Schiffe liefen sofort zu der angegebenen Stelle. Es gelang ihnen tatsächlich, mit Hilfe ihrer ASDIC-Geräte das feindliche Boot (es handelte sich um U 559) zu orten und mit Wasserbomben anzugreifen. Doch erst nach dem Einbruch der Dunkelheit musste das beschädigte U-Boot auftauchen; die Besatzung ging von Bord (von den 45 Mann wurden 38 gerettet). Mehrere Besatzungsmitglieder der HMS Petard schwammen zu dem U-Boot, stiegen in den Turm hinunter und begannen, geheime Unterlagen nach oben zu reichen, obwohl das Wasser immer höher stieg. Als das Boot schließlich sank, gelang es zweien der britischen Seeleute nicht mehr, dieses zu verlassen. Es handelte sich um den Ersten Offizier der HMS Petard, Lieutenant Francis Anthony Blair Fasson, und Able Seaman Colin Grazier. Sie wurden posthum mit dem Georgskreuz ausgezeichnet, das eigentlich für Zivilisten vorgesehen war. Eine Auszeichnung mit dem Viktoriakreuz wurde erwogen, aber wieder verworfen. Offizielle Begründung dafür war, dass zum Zeitpunkt ihres Todes die Kampfhandlungen bereits beendet waren. In Wirklichkeit befürchtete man, dass durch die Verleihung des Viktoriakreuzes die Aufmerksamkeit der deutschen Spionage auf den Vorfall mit U 559 gelenkt werden könnte. Ein weiterer britischer Seemann, Tommy Brown, überlebte und erhielt die Georgsmedaille.
Unter den erbeuteten Unterlagen befanden sich unter anderem das aktuelle Kurzsignalheft sowie der Wetterkurzschlüssel für 1942, die für die Chiffriermaschine Enigma verwendet wurden. Alle wurden auf schnellstem Wege nach Bletchley Park gebracht, und schon am 13. Dezember konnten erstmals seit der Einführung der Enigma-M4 im Februar 1942 wieder Funksprüche der deutschen U-Boote entziffert werden. Ab September 1943 konnten die Briten schließlich den gegnerischen Funkverkehr fast ebenso schnell lesen wie die Deutschen selbst. Dies ermöglichte es den Alliierten, ihre Geleitzüge um die deutschen U-Boote herumzuleiten sowie gezielt Jagd auf deutsche U-Boote zu machen. Dadurch konnte der Krieg in Europa deutlich früher gewonnen werden, als dies ohne die Aktion der HMS Petard möglich gewesen wäre. Aufgrund der hohen Geheimhaltung war dies jedoch selbst den Besatzungsmitgliedern des Zerstörers noch Jahrzehnte nach dem Krieg nicht bewusst. Dieser Vorfall und die Kaperung von U 110 wurden 2000 für die fiktive Filmgeschichte „U-571“ genutzt.

### Weitere Einsätze im Mittelmeer
Nach der Versenkung von U 559 wurde die HMS Petard weiterhin im Mittelmeer eingesetzt, vor allem für Geleitschutzaufgaben von Schiffen, welche die alliierten Truppen in Nordafrika oder Malta versorgten, eingesetzt. Vom 17. bis 20. November 1942 gehörte die Petard zu den Einsatzkräften der Operation Stoneage, mit der die Royal Navy vier Frachtschiffe, gesichert von drei Kreuzern der „15th cruiser squadron“ und zehn Zerstörern, nach Malta brachte. Die Angriffe der Luftwaffen der Achsenmächte führten nur zu einem Torpedotreffer auf der HMS Arethusa auf der Höhe von Derna. Petard und Javelin wurden bei dem brennenden Kreuzer zurückgelassen. Der Kommandant der Petard schickte die Javelin wieder zum Konvoi und nahm den Kreuzer trotz seiner Schlagseite in Schlepp. Der Besatzung des Kreuzers gelang es, ihr Schiff umzutrimmen und der Schleppzug konnte zehn Knoten laufen. Als man die Geschwindigkeit weiter erhöhen wollte, um den Schutz der eigenen Luftwaffe zu erreichen, brach die Schleppverbindung. Mit fünf Knoten wurde die Fahrt fortgesetzt, allerdings hatte ein deutsches Aufklärungsflugzeug den Schleppzug inzwischen entdeckt und gemeldet. Zwei folgende Angriffe konnten von der Flak und zwei begleitenden Bristol Beaufightern abgewehrt werden. Das schlechte Wetter und die Schäden am Kreuzer erlaubten weiteres Schleppen nur über das Heck mit drei Knoten. Am Nachmittag erfolgte dann ein letzter Angriff von deutschen Ju 88. Die Petard blieb nach einem Nahtreffer zeitweise liegen und an Bord der Arethusa befanden sich inzwischen 157 Tote und viele Verletzte, darunter der Kommandant. Dennoch konnte das Schleppen des Kreuzers fortgesetzt werden und am nächsten Mittag übernahmen zwei Schlepper aus Alexandria die Aufgabe. Die Petard blieb als U-Boot-Sicherung beim Havaristen, der eingebracht werden konnte und nach einer Notreparatur schließlich in den USA bis Ende 1943 instand gesetzt wurde. Der erfolgreiche Konvoi, der seine vier Transporter durchbrachte, sicherte die Verteidigungsfähigkeit Maltas.
In der Nacht vom 14. auf den 15. Dezember 1942 war die Petard zusammen mit dem griechischen Zerstörer Vasilissa Olga nach Malta unterwegs, als der Ausguck ein U-Boot sichtete. Da man damit rechnete, es könne eventuell ein britisches sein, wurde es mit einer Signallampe angeblinkt. Als es jedoch zwei Torpedos auf die Zerstörer abschoss und tauchte, wurde es mit Wasserbomben angegriffen. Daraufhin kam es wieder an die Oberfläche, wo die Maschinenkanonen der HMS Petard schwere Verluste unter der aussteigenden Besatzung verursachten. Schließlich sank das U-Boot; es hatte sich um die italienische Uarsciek gehandelt. Die Überlebenden wurden von den beiden Zerstörern aufgenommen.
Im Dezember 1942 sicherte die Petard weitere Geleitzüge, musste dann aber im Januar 1943 repariert werden, da sie bei der Versenkung der Uarsciek bei einer Kollision mit dem U-Boot doch erhebliche Schäden erlitten hatte. Anschließend sicherte sie mit anderen Zerstörern fünf große Passagierschiffe, darunter die Queen Mary, im Roten Meer, die australische Truppen aus dem Mittelmeer zur Verteidigung der Heimat zurückführten.
Dann kam die Petard zu den Booten der ‚Force K‘ in Malta. Am 24. April erlitt das Boot erstmals auch Personalverluste, als ein Luftangriff fünf Todesopfer forderte und weitere zehn Mann verletzt wurden. Das Boot wurde gegen den Schiffsverkehr zur Versorgung und Räumung des letzten Brückenkopfs der Achsenmächte in Tunis eingesetzt. Am 4. Mai versenkte Petard mit der Nubian und der Paladin den Transporter Campobasso (3566 BRT) und das Torpedoboot Perseo. Ab Mitte Mai nahm sie an zwei Beschießungen der Insel Pantelleria mit Kreuzern und weiteren Zerstörern und am 10. Juni auch an der Besetzung der Insel teil.
Im Juni verließ die Petard das Mittelmeer durch die Straße von Gibraltar. Die Hoffnung, in die Heimat zurückzukommen wurde aber enttäuscht, da der Zerstörer nur schon im Atlantik die Sicherung von Einheiten für die geplanten Landungen in Italien übernahm. Am 14. Juli 1943 transportierte die Petard den alliierten Oberbefehlshaber Eisenhower zur Teilnahme an einer Besprechung von Malta nach Sizilien und zurück. Am folgenden Tag wurde das Boot vor Catania von einer Panzergranate getroffen, die das Boot glatt durchschlug.
Ende August bis Mitte September gehörte die Petard zu den Sicherungsschiffen schwerer Einheiten, die Landungen in Italien durch Beschießungen vorbereiteten und dann unterstützten.
Ab November folgten Einsätze der Petard in der Ägäis, wo sie den alliierten Versuch unterstützte, die damals zu Italien gehörende Inselgruppe Dodekanes zu besetzen.
Bei diesen Einsätzen wurden die türkischen Hoheitsgewässer teilweise genutzt. Wie bei allen Einsätzen im Mittelmeer wurde sie auch hier von deutschen Sturzkampfflugzeugen und Torpedobombern angegriffen. Die Petard gehörte zu den Booten, die das Glück hatten, nicht ernsthaft getroffen zu werden und somit kein Opfer des „destroyers’ graveyard“ wurden. Beim ersten Vorstoß am 7. Oktober wurde das Schwesterboot Panther versenkt und der Flakkreuzer Carlisle erhielt so schwere Treffer, das sich eine Reparatur nicht lohnte. Bei ihrem nächsten Vorstoß am 22./23. geriet sie mit der begleitenden Eclipse nahe Kalymnos in ein Minenfeld. Die  Eclipse  ging mit erheblichen Personalverlusten verloren, während sich die Petard mit den Überlebenden in Sicherheit bringen konnte. Ein weiterer Einsatz mit Verstärkungen und Vorräten für das von den Briten besetzte Leros führte schon auf dem Anmarsch zum Ausfall des Kreuzers Aurora (46 Tote), der den Einsatz abbrechen musste. Die Petard führte den Einsatz nur mit der HMS Belvoir durch, die auch einen Bombentreffer erhielt, der wegen Zündversagens weitgehend folgenlos blieb. Auf dem Rückmarsch von einem Einsatz gegen Kalymnos am 9. November 1943 mit den
Hunt-Zerstörern Rockwood und Krakowiak wurde die Rockwood von einer Gleitbombe vom Typ Hs 293 getroffen, die das Boot in Brand setzte. Der Petard gelang es, den Geleitzerstörer in türkische Gewässer zu schleppen, von wo er später durch Schlepper nach Alexandria eingebracht werden konnte. Nach einem letzten Einsatz am 19. November wurde die Petard  nach Haifa entlassen, um dringend notwendige Reparaturen durchzuführen.

### Einsätze im Indischen Ozean und im Pazifik
Mit einer großen Seestreitmacht lief die Petard im Januar 1944 durch den Suezkanal nach Süden. Mit ihr wurden auch die Schwesterschiffe Paladin, Penn und Pathfinder zur British Eastern Fleet verlegt und bildeten dort die „16th destroyer division“. Am 12. Februar 1944 stieß sie zusammen mit der Paladin als Geleitsicherung zu einem Verband aus fünf Truppentransportern sowie dem Kreuzer Hawkins. Am gleichen Nachmittag wurde der Truppentransporter Khedive Ismail (7513 BRT) südlich der Malediven von zwei Torpedos getroffen und sank schnell. Den beiden Zerstörern gelang es, den Angreifer, das japanische U-Boot I-27, zum Auftauchen zu zwingen (es war mit 108 Metern Länge und einer Wasserverdrängung von knapp 2200 Tonnen sogar größer und schwerer als die Petard). Bei dem Versuch, das gegnerische Boot zu rammen, wurde die Paladin beschädigt. Da die Granaten der Zerstörer keine Wirkung zeigten, schoss die Petard nacheinander sieben Torpedos auf das U-Boot ab, von denen erst der letzte traf und es versenkte. Neben der japanischen Besatzung kamen nach offiziellen Angaben 1297 Menschen ums Leben, die sich auf der Khedive Ismail befunden hatten, darunter 77 Frauen. Nur 214 Schiffbrüchige konnten gerettet werden. Die Verluste waren auch deshalb so hoch, weil sich der Kommandant der Petard gezwungen sah, Wasserbomben mitten zwischen Schiffbrüchige zu werfen, da er das gegnerische U-Boot genau darunter vermutete.
Nach der Versenkung von  I-27 rettete die Petard weitere Schiffbrüchige, übernahm dann die schon von Paladin Geretteten und einen großen Teil von deren Besatzung und schleppte das Schwesterboot dann zum Addu-Atoll.
Nach weiteren Geleit- und Sicherungseinsätzen, unter anderem im April als Teil der Trägerkampfgruppe der Eastern Fleet beim Angriff auf Sabang, begann die stark abgenutzte Petard am 2. August ihre Heimreise nach Großbritannien, um dort umfassend überholt zu werden. Im September wurde sie in Portsmouth außer Dienst gestellt und grundüberholt.
Sie gab ihre fünf 102-mm-Einzelgeschütze ab und erhielt zwei 102-mm-Zwillingsgeschütze auf den überhöhten Kanonenpositionen vorn und achtern. An Stelle des Geschützes an 3. Position erhielt das Boot wieder einen zweiten Vierfach-Torpedosatz. Die leichten Flugzeugabwehrwaffen wurden vollständig getauscht. Sie erhielt nun sechs 20-mm-Oerlikon-Kanonen, von denen zwei an den seitlichen Brückenenden und auf der Scheinwerferplattform installiert worden. Dazu erhielt das Boot noch einen neuen Gittermast und Sensoren nach dem Stand der aktuellen Neubauten.
Am 20. März 1945 lief die Petard nach ersten Tests zu Übungen mit der neuen Besatzung in Scapa Flow ein. Schon am 6. April musste sie wegen eines Schraubenschadens wieder in die Werft und erlebte so das Kriegsende in Europa im Trockendock in North Shields am Tyne. Danach wurde sie nach Ceylon beordert. Der Zerstörer lief am 25. Juni aus, verblieb im Juli zu weiteren Übungen fast vier Wochen im östlichen Mittelmeer und traf am 8. August 1945 in Trincomalee ein. Er wurde der „10th destroyer flotilla“ zugeteilt, zu der unter anderem auch die beiden anderen verbliebenen Zerstörer der P-Klasse, Paladin und Penn gehörten. Sie sollten bei der geplanten Landung auf de Malaiischen Halbinsel eingesetzt werden, die wegen des Kriegsendes unterblieb.
Am 2. September 1945 nahm die Petard an der formalen Übergabe von Penang an die Alliierten teil.
Das Boot wurde weiter zur Überwachung der Japaner sowie gegen indonesische Unabhängigkeitskämpfer eingesetzt. Nach Besuchen in verschiedenen indischen Häfen traf das Boot im Mai 1946 wieder in Großbritannien ein und wurde außer Dienst gestellt.

## DiePetardin der Nachkriegszeit
Im Mai 1946 war die Petard schließlich wieder in England. Im September des gleichen Jahres wurde sie der Reserveflotte in Harwich zugeteilt. Nach einer Untersuchung in Chatham wurde sie zum Umbau zu einer „Type 16 A/S Frigate“ vorgesehen. Er erfolgte bei Harland & Wolff in Belfast von Mai bis Dezember 1953.
Der Umbau zu einer Type 16 Fregatte beinhaltete die Reduzierung der bisherigen Hauptbewaffnung auf ein 102-mm-Zwillingsgeschütz auf der erhöhten vorderen Geschützposition, den Ersatz der bislang vorhandenen leichten Flakbewaffnung durch sieben 40-mm-Bofors Kanonen; darunter einem modernen Zwillingsgeschütz auf der hinteren erhöhten Artillerieposition. Die Anti-U-Boot-Bewaffnung bestand aus zwei Squid-Mörsern. Der noch vorhandene 21-Zoll-(533-mm)-Vierlings-Torpedorohrsatz war der verbliebene Rest einer Bewaffnung gegen Überwassereinheiten. Diese einfache Modernisierung einschließlich moderner Sensoren hatten zuvor schon sieben Zerstörer der T-Klasse und die Orwell erhalten. Es folgten noch die Paladin und zwei an Pakistan abgegebene Zerstörer der O-Klasse (Tippu Sultan ex Onslow und Tughril ex Onslaught).
Im Mai 1955 wurde die Petard in Devonport wieder aufgelegt. Erst im September 1960 erfolgte eine erneute Indienststellung in Plymouth bis zum April 1961, gefolgt von einer Überholung bis zum Juni 1962 auf dem Chatham Dockyard. Danach wurde das Boot aufgelegt. 1966 dann gestrichen, wurde die Petard 1967 zum Abbruch verkauft.